# Rosine Stoltz

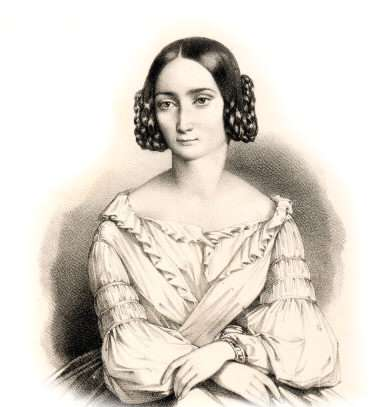
Rosine Stoltz en 1840.

Rosine Stolz (1815-1903) fue una mezzosoprano francesa del siglo XIX.

## Biografía
Nació en París en 13 de enero de 1815 como Victoire Noël y recibió tempranamente educación musical por parte de Choron, un antiguo empresario de La Ópera de París.
Debutó con 16 años de edad en el Theatre du Parc en 1831. Después del éxito obtenido actuó sucesivamente en Amberes, Ámsterdam y Lille bajo el seudónimo de Rosine Temaux o Heloïse. Solamente a partir de 1835 se la conocería como Rosine Stolz.
Gracias a la recomendación de Adolphe Nourrit, Stolz es contratada por La Ópera de París donde debutó el 25 de agosto de 1837 como Rachel en La Judía de Halevy con gran éxito.
Aparecería ininterrumpidamente en La Ópera de París durante las siguientes 10 temporadas. Ayudó en su éxito no solamente su innegable talento vocal e histriónico sino también la relación amorosa que mantuvo con León Pillet, empresario de La Opera.
En sus años de reinado absoluto fue primera intérprete de Guido et Ginevra y Benvenuto Cellini de Berlioz, ambas de 1838. 
El 2 de diciembre de 1840 estrenaría el que sería su papel más célebre: Leonor de Guzman en La Favorita de Donizetti. En 13 de noviembre de 1843 sería también la primera intérprete de Zayda en Dom Sébastien, la última ópera de Donizetti.
En 1847 tras una serie de problemas y desacuerdos con los empresarios de La Ópera de París se retira de la escena momentáneamente para volver con gran éxito en 1850 y luego aparecer en exitosas presentaciones por provincia, Lisboa, Turín y una gira a Río de Janeiro.
Contratada por el Emperador Pedro II de Brasil con un sueldo exorbitante la cantante permaneció unas temporadas cantando en el teatro local.
Vuelve a París en 1855 como Fidés en El Profeta de Meyerbeer en lo que serían sus últimas apariciones sobre el escenario.
Se retiró de la escena con solamente 40 años de edad a una lujosa Villa que se hizo construir y que se convirtió en foco cultural y social de la época.
Casada dos veces, primero en 1837 con Auguste Lécouyer, un abogado del que se separó un par de años después. Y finalmente con Manuel Luis Godoy y Crowe Tudó, Príncipe de Bassano y conde de Castillo Fiel.
La cantante falleció en el lujoso Hotel Cosmopolite en la avenida de la Ópera el 30 de julio de 1903.

## Su Figura
Stolz fue todo un personaje de La Ópera de París en donde reinó por una década completa sin rivales. Su relación con Pillet como un embarazo de padre desconocido la pusieron en una situación muy delicada frente a la sociedad de la época.
Fue famosa, además de su voz, por su belleza poco común, su mal carácter y por sus relaciones con hombres poderosos de la época.
Vocalmente era una cantante del tipo soprano falcon, con un privilegiado registro agudo que le permitió asumir con gran éxito el rol de Rachel en La Judía y que Donizetti captó y explotó al máximo en su Favorita en donde resume las cualidades canoras de la Stolz.
- Datos: Q446126
- Multimedia: Rosine Stoltz / Q446126